# Naminatha

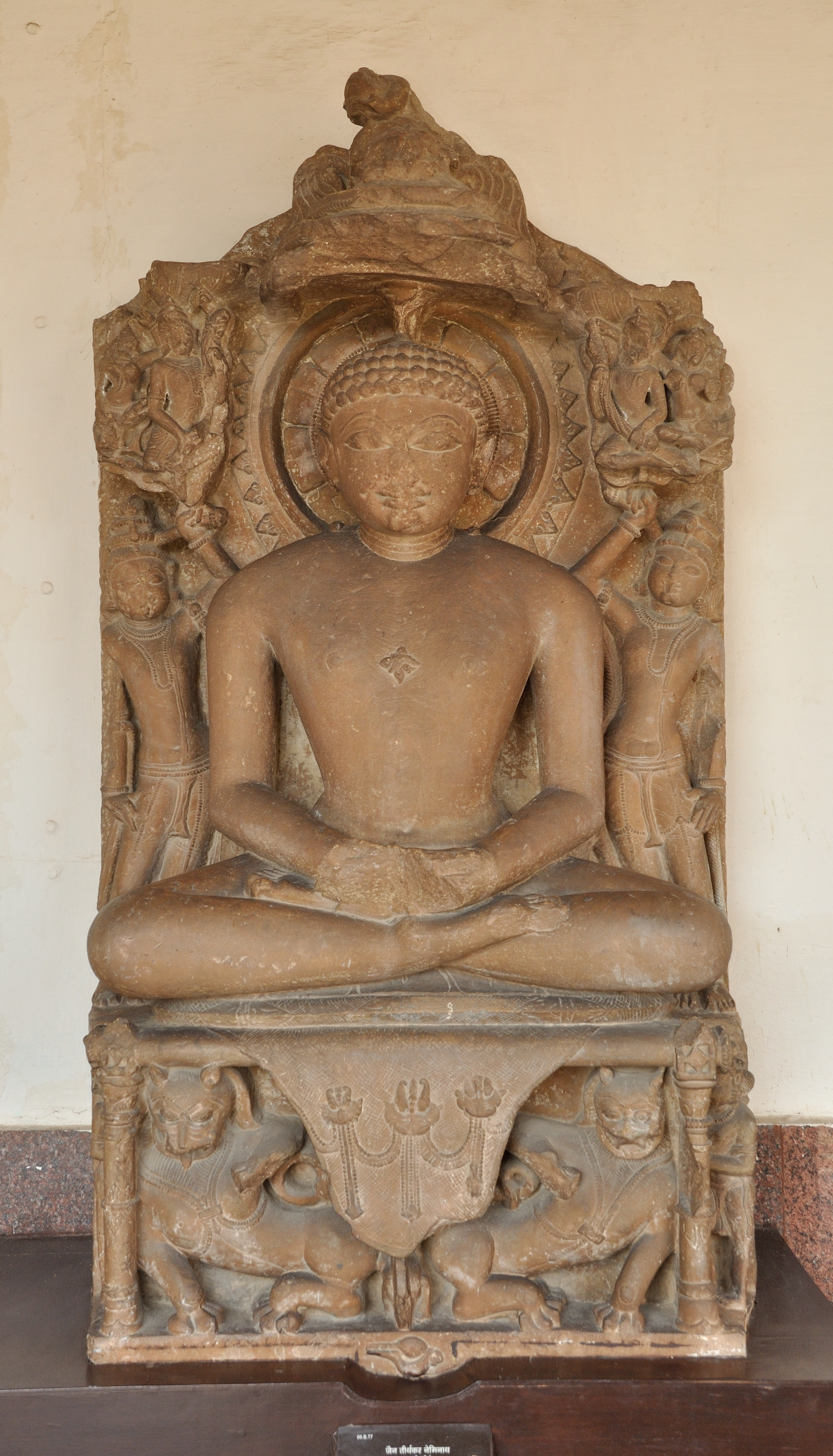
Tirthankara Naminatha

Naminatha appelé aussi Nami est le vingt-et-unième Tirthankara, un Maître éveillé du jaïnisme, de notre époque. Il est né d'une lignée royale à Mithilapuri. Devenu ascète après la royauté, il atteint le moksha au Mont Sammeda dans l'état du Jharkhand actuel en Inde. Son symbole est le lotus bleu.

## Légende
Arrivant au lieu où son mariage devait être célébré : Il vit, éperdues, terrifiées, des bêtes parquées dans des enclos et des cages, en pleine détresse. Elles en étaient à la fin de leur existence, allaient servir de nourriture, être mangées. À cette vue, le noble sage dit au cocher : « Tous tant qu’ils sont, ces animaux n’aspirent qu’au bonheur : pourquoi se trouvent-ils parqués dans des enclos et des cages ? » Alors le cocher : « Quelle chance ont ces animaux ! À tes noces, ils vont régaler des foules ! » À entendre le cocher annoncer le massacre de tant de bétail, voici comme réfléchit le noble sage, dans sa compassion pour les êtres animés : Si je suis cause qu’on extermine une telle quantité d’animaux, je ne trouverai pas dans l’autre monde le bonheur suprême auquel j’aspire ». Dès lors, il remet au cocher sa paire de boucles d’oreille et la superbe chaîne qui pare ses hanches, ainsi que tous ses bijoux. Sa conversion à peine accomplie, les dieux descendirent de leurs cieux […] Alors, entouré des dieux et des hommes, il gravit le mont Raivataka.